# Flower Films
Flower Films est une société de production cinématographique américaine créée en 1995 par l'actrice, productrice et réalisatrice Drew Barrymore, la productrice Nancy Juvonen et les producteurs Justin Halpern, Dean Lorey et Patrick Schumacker.
Cette entreprise ne doit pas être confondue avec l'éphémère société de production Flower Film Productions créée par Ludlow Gloser Jr. pour produire Five Minutes to Live (1961), film où jouait sa femme Cay Forester.

## Filmographie
- 1999 : Collège Attitude (Never Been Kissed)
- 1999 : Olive, the Other Reindeer (TV)
- 2000 : Charlie et ses drôles de dames (Charlie's Angels)
- 2001 : Donnie Darko
- 2003 : Charlie's Angels : Les Anges se déchaînent (Charlie's Angels : Full Throttle)
- 2003 : Un duplex pour trois (Duplex)
- 2004 : Amour et amnésie (The 50 First Dates)
- 2004 : Choose or Lose Presents: The Best Place to Start (TV) (documentaire)
- 2005 : Terrain d'entente (Fever Pitch)
- 2005 : Les Criminels (TV)
- 2007 : Le Come-Back (Music and Lyrics)
- 2009 : Ce que pensent les hommes (He's Just Not That Into You)
- 2009 : Bliss (Whip It !)
- 2011 : Charlie's Angels (TV)
- 2016 : Célibataire, mode d'emploi (How to Be Single)
- 2017-2019 : Santa Clarita Diet (TV)
- 2020 : Le Beau Rôle (The Stand In)